# Богалдин, Александр Петрович
Александр Петрович Богалдин (9 октября 1872 — 8 января 1917) — генерал-майор Русской императорской армии (посмертно); участник Первой мировой войны. Кавалер пяти орденов (в том числе ордена Святого Георгия 4-й степени) и Георгиевского оружия.

## Биография
Родился 9 октября 1872 года. По вероисповеданию — православный.
Окончил Орловский Бахтина кадетский корпус. В Русской императорской армии с 30 августа 1890 года. Окончил Михайловское артиллерийское училище, откуда был выпущен в 11-ю конно-артиллерийскую батарею. 5 августа 1891 года получил чин подпоручика. 5 августа 1895 года получил чин поручика. 6 мая 1900 года получил чин штабс-капитана. В течение четырёх лет, шести месяцев и пятнадцати дней был адъютантом 6-го конно-артиллерийского дивизиона, в течение двух лет и двух месяцев был заведующим хозяйственной частью 11-й конно-артиллерийской батареи. 6 мая 1904 года получил чин капитана. 
Окончил Офицерскую артиллерийскую школу с пометкой «успешно». В течение одного года был исполняющим должность младшего офицера 2-й батареи Михайловского артиллерийского училища. С 11 сентября 1907 года подполковник, с этой же даты по 25 августа 1909 года был командиром 14-й конно-артиллерийской батареей. С 25 августа 1909 года по 31 августа 1910 года был командиром 7-й конно-артиллерийской батареей. С 31 августа 1910 года по 28 октября 1914 года был командиром Туркестанской конно-горной батареей.
29 августа 1914 года произведён в чин полковника с формулировкой «за отличие в делах». По состоянию на 1 сентября 1915 года служил в том же чине и в той же должности. 28 августа 1916 года был назначен командиром 1-го конно-горного артиллерийского дивизиона. По состоянию на 1 августа 1916 года служил в том же чине и в той же должности. Со 2 сентября 1916 года по 15 января 1917 года был командиром Стародубовского 12-го драгунского полка. 8 января 1917 года погиб в бою с врагом. 15 июня 1917 года был произведён в чин генерал-майора с формулировкой «за боевые отличия».

## Награды
- Орден Святого Георгия 4-й степени (1 сентября 1915)[1][2].
- Орден Святого Владимира 4-й степени с мечами и бантом (19 ноября 1914)[1].
- Орден Святой Анны 2-й степени (6 мая 1913) с мечами (19 ноября 1914)[1].
- Орден Святой Анны 3-й степени (1902)[3].
- Орден Святого Станислава 2-й степени (1908) с мечами (16 июня 1916)[1].
- Георгиевское оружие (11 октября 1914)[1][2].